# Michał Byszewski

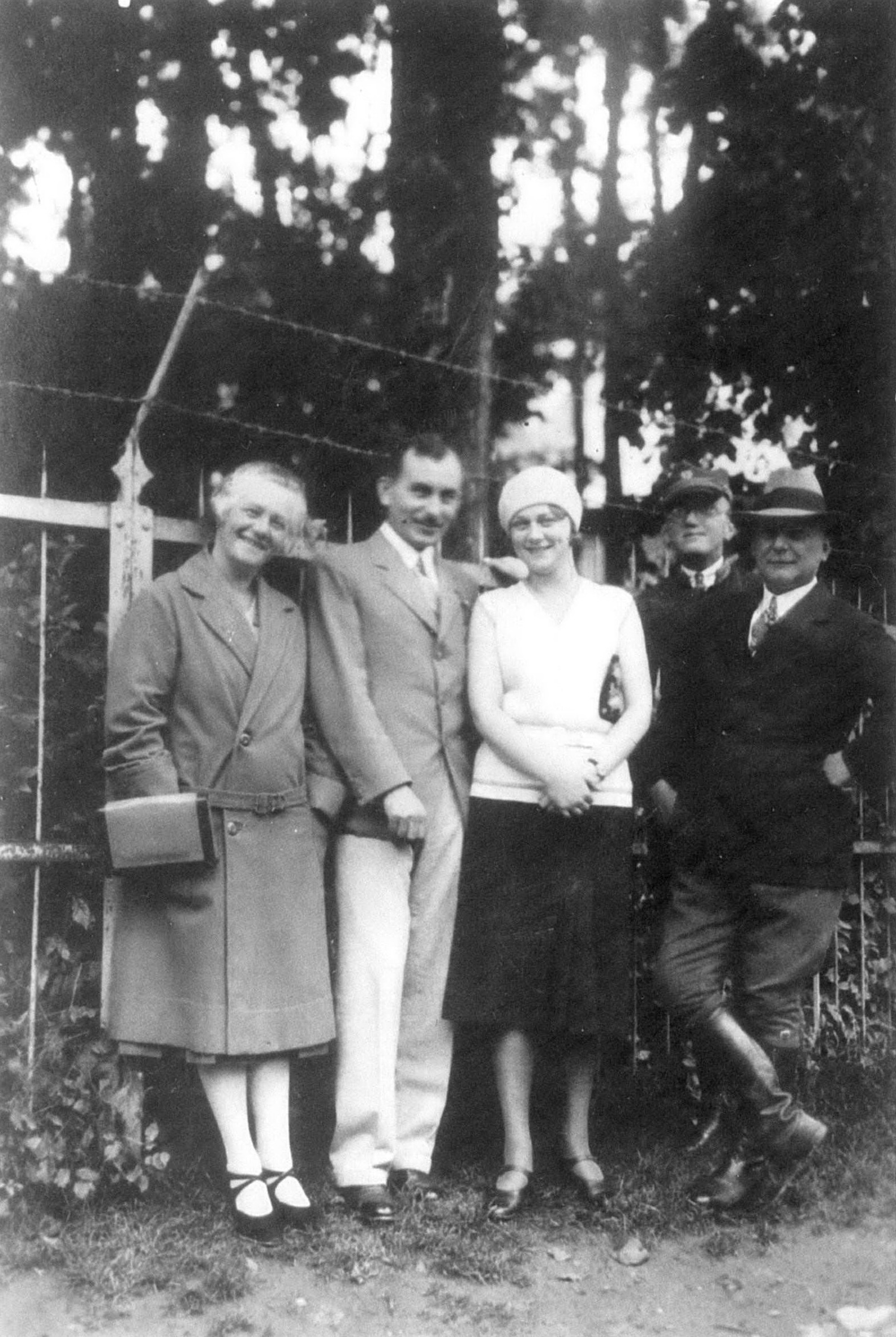
Michał Byszewski z rodziną i inż. Janem Rokoszem, Busko, 20 sierpnia 1930.

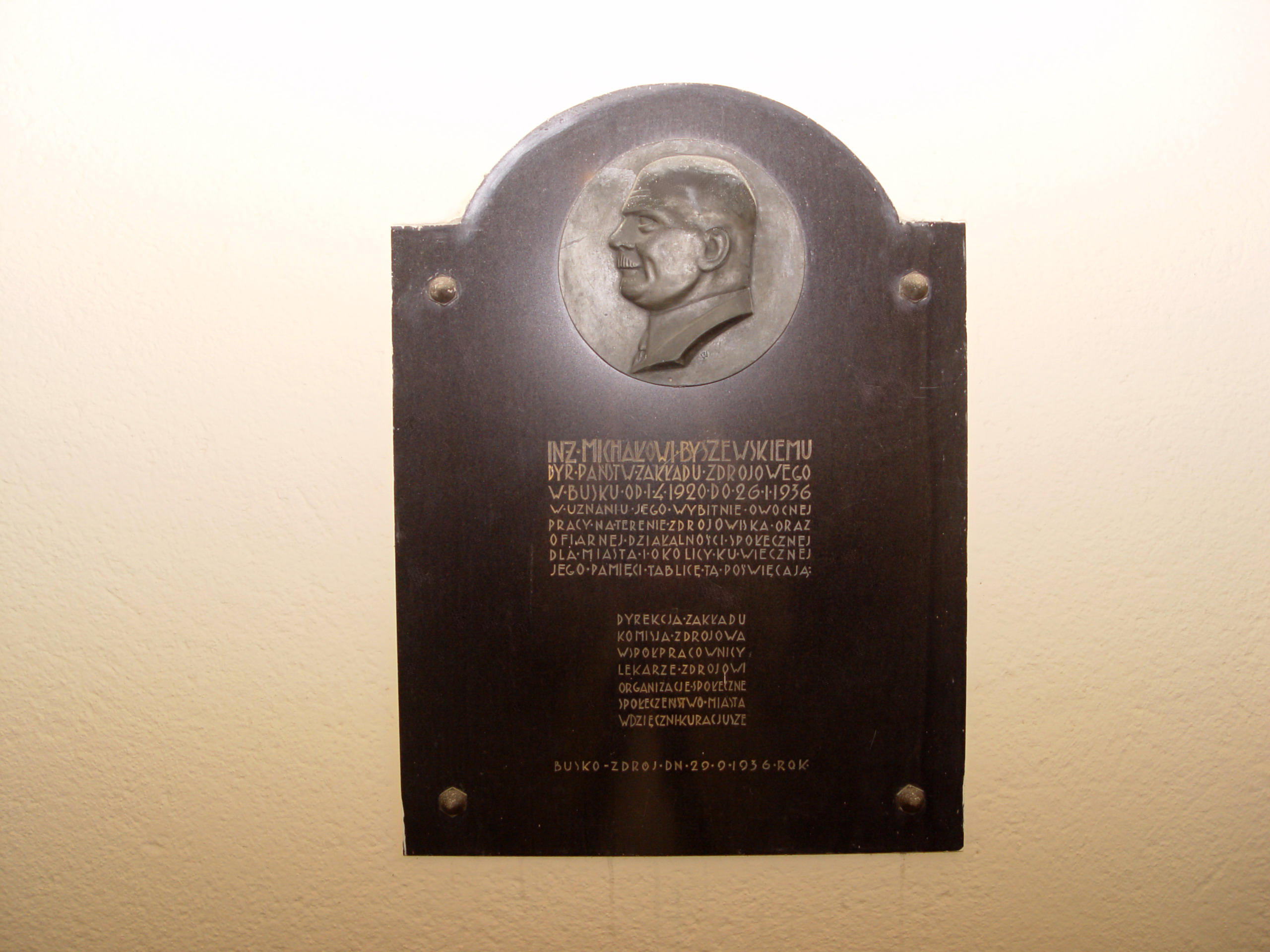
Michał Byszewski, tablica pamiątkowa na ścianie sanatorium Marconi w Busku-Zdroju

Michał Byszewski z Drozdowa h. Jastrzębiec (ur. 2 lutego 1883 w Kołaczkowicach, zm. 26 stycznia 1936 w Krynicy) – inżynier, dyrektor zakłady zdrojowego.

## Życiorys
Syn Romana Józefa Byszewskiego z Drozdowa h. Jastrzębiec (1850–1914) i Emilii Zofii Klotyldy Chościak-Popiel h. Sulima (1852–1919). W okresie od 1 kwietnia 1920 do 26 stycznia 1936 dyrektor Państwowego Zakładu Zdrojowego w Busku, poprzednika dzisiejszego Uzdrowiska Busko-Zdrój S.A., spółki Skarbu Państwa. Za jego kadencji wykonanych zostało wiele odwiertów wód leczniczych. Wybudowano także liczne obiekty uzdrowiskowe.
Był również współtwórcą Gimnazjum im. Józefa Piłsudskiego w Busku, protoplasty dzisiejszego I Liceum Ogólnokształcącego im. Tadeusza Kościuszki w Busku-Zdroju.
Pochowany jest na cmentarzu parafialnym w Busku-Zdroju.

## Ordery i odznaczenia
- Złoty Krzyż Zasługi (9 listopada 1931)[4]

## Upamiętnienie
W podcieniach sanatorium „Marconi” znajduje się czarna płyta z medalionem poświęcona inż. Michałowi Byszewskiemu. Tablica została wmurowana 9 września 1936 roku z fundacji dyrekcji uzdrowiska, komisji zdrojowej, lekarzy, organizacji społecznych, społeczeństwa miasta i kuracjuszy. Po wojnie zdjęta i umieszczona na ścianie rodzinnego grobowca Byszewskich. W 1986 tablica wróciła na swoje pierwotne miejsce.